# Onchidella campbelli
Onchidella campbelli es una especie de molusco gasterópodo de la familia Onchidiidae.

## Distribución geográfica
Se encuentra  en Nueva Zelanda.